# Santana da Azinha
Santana da Azinha é uma povoação portuguesa sede da Freguesia de Santana da Azinha do Município da Guarda, freguesia com 15,94 km² de área e 528 habitantes (censo de 2021), tendo, por isso, uma densidade populacional de 33,1 hab./km².
A esta freguesia pertencem os lugares de: 
- A-de-Moura
- Carvalheira
- Catraia do Barriga Negra
- Diogo Alves
- Fernão Luís
- Monte Soito
- Quinta da Erva
- Santana da Azinha
- Sortelhão
- Quinta do Frio

## Demografia
A população registada nos censos foi:
| Distribuição da População por Grupos Etários | Distribuição da População por Grupos Etários | Distribuição da População por Grupos Etários | Distribuição da População por Grupos Etários | Distribuição da População por Grupos Etários |
| -------------------------------------------- | -------------------------------------------- | -------------------------------------------- | -------------------------------------------- | -------------------------------------------- |
| Ano                                          | 0-14 Anos                                    | 15-24 Anos                                   | 25-64 Anos                                   | > 65 Anos                                    |
| 2001                                         | 64                                           | 54                                           | 196                                          | 130                                          |
| 2011                                         | 55                                           | 45                                           | 238                                          | 121                                          |
| 2021                                         | 40                                           | 38                                           | 224                                          | 226                                          |

## Património
- Igreja Paroquial de Santana da Azinha
- Capela de São Miguel
- Núcleo de casas antigas